# Star Wars - Il gioco di ruolo
Star Wars - Il gioco di ruolo (Star Wars: Roleplaying Game) è un gioco di ruolo basato sul d20 System che usa come ambientazione l'universo espanso di Guerre stellari. Il gioco è stato creato da Bill Slavicsek, Andy Collins e JD Wiker e pubblicato da Wizards of the Coast nel finire del 2000, ha subito poi una revisione nel 2002 e pubblicato in Italia nel 2007.
Nel 2007, Wizards of the Coast ha distribuito la versione Saga Edition del gioco, che ha apportato importanti modifiche in un tentativo di semplificarne il regolamento.
Il gioco copre tre grandi ere che coincidono con gli avvenimenti più importanti dell'universo di Guerre stellari, chiamate l'Era dell'ascesa dell'Impero, l'Era della Ribellione e l'Era del Nuovo Ordine Jedi.

## Edizioni originali e revisionate
Star Wars - Il gioco di ruolo uscì quasi in concomitanza con Star Wars: Episodio I - La minaccia fantasma e conteneva le statistiche di molti dei personaggi del film. La successiva edizione revisionata incluse materiale da Star Wars: Episodio II - L'attacco dei cloni e cambiò vari talenti e classi.
Star Wars - Il gioco di ruolo usa un sistema a Vitality/Wound point al posto degli standard punti ferita, dividendo i danni in superficiali (Vitality) e gravi (Wound). Un personaggio guadagna Vitality points come farebbe con i punti ferita negli altri giochi basati sul d20 System; determinandoli tirando un dado ad ogni livello e aggiungendo il suo bonus di Costituzione. I Wound points di un personaggio sono uguali al suo punteggio di Costituzione.
Molte delle meccaniche di gioco sono familiari ai giocatori di Dungeons & Dragons e degli altri giochi basati sul d20 System. I personaggi possiedono sei punteggi di caratteristica, una classe e un livello, talenti e abilità. La maggior parte delle azioni sono risolte lanciando un dado a venti facce e aggiungendo un modificatore; se il risultato è uguale o superiore alla difficoltà, il tiro ha successo.

### Specie e classi
Come la maggior parte dei giochi che adottano il d20 System, Star Wars - Il gioco di ruolo offre razze (specie) e classi giocabili ai Personaggi Giocanti (PG).
Le specie di Star Wars d20 incluse nel Revised Core Rulebook sono: umani, bothan, cereani, duros, ewok, gungan, ithoriani, kel dor, mon calamari, quarren, rodiani, sullustani, trandoshani, twi'lek, wookiee, e zabrak.
Le classi dei personaggi sono: Esploratore (Fringer), Nobile (Noble), Canaglia (Scoundrel), Soldato (Soldier), Adepto della Forza (Force Adept), Jedi Guardiano (Jedi Guardian), Console Jedi (Jedi Consular) e Tech Specialist (aggiunto con l'Edizione Revisionata). Le classi di prestigio permettono ai personaggi che desiderano specializzarsi in certi gruppi di abilità di diventare membri di una classe a loro congeniale. Per esempio, un Jedi portato ad aiutare gli altri può scegliere di specializzarsi come Jedi Healer, mentre un mercenario che brandisce blaster può farsi una reputazione come Cacciatore di Taglie (Bounty Hunter). Il manuale base include il Maestro Jedi (Jedi Master), l'Asso Jedi (Jedi Ace), il Signore del Crimine (Crime Lord), il Soldato Scelto (Elite Trooper), l'Asso del Pilotaggio (Starship Ace), l'Ufficiale (Officer), il Devoto del Lato Oscuro (Darkside Devotee) e la Darkside Marauder (aggiunto con l'Edizione Revisionata). I supplementi sul manuale base aggiungono molte altre classi di prestigio.

### Edizione originale e revisionata
I seguenti libri sono disponibili nell'edizione originale.
| Titolo                                     | Data          | Pagine | ISBN                   |
| ------------------------------------------ | ------------- | ------ | ---------------------- |
| Star Wars: Roleplaying Game: Core Rulebook | Novembre 2000 | 288    | ISBN 978-0-7869-1793-8 |
| Character Record Sheets                    | Novembre 2000 | 32     | ISBN 978-0-7869-1795-2 |
| Invasion of Theed                          | Novembre 2000 | 96     | ISBN 978-0-7869-1792-1 |
| Secrets of Naboo                           | Dicembre 2000 | 96     | ISBN 978-0-7869-1794-5 |
| Gamemaster Screen                          | Febbraio 2001 | 8      | ISBN 978-0-7869-1833-1 |
| Living Force Campaign Guide                | Marzo 2001    | 64     | ISBN 978-0-7869-1963-5 |
| Rebellion Era Sourcebook                   | Maggio 2001   | 160    | ISBN 978-0-7869-1837-9 |
| Secrets of Tatooine                        | Maggio 2001   | 96     | ISBN 978-0-7869-1839-3 |
| The Dark Side Sourcebook                   | Agosto 2001   | 160    | ISBN 978-0-7869-1849-2 |
| Alien Anthology                            | Ottobre 2001  | 128    | ISBN 978-0-7869-2663-3 |
| Starships of the Galaxy                    | Dicembre 2001 | 96     | ISBN 978-0-7869-1859-1 |
| The New Jedi Order Sourcebook              | Febbraio 2002 | 160    | ISBN 978-0-7869-2777-7 |
| Tempest Feud                               | Marzo 2002    | 128    | ISBN 978-0-7869-2778-4 |

I seguenti libri sono disponibili nell'edizione revisionata.
| Titolo                                             | Data         | Pagine | ISBN                   |
| -------------------------------------------------- | ------------ | ------ | ---------------------- |
| Star Wars: Roleplaying Game: Revised Core Rulebook | Maggio 2002  | 384    | ISBN 978-0-7869-2876-7 |
| Power of the Jedi Sourcebook                       | Agosto 2002  | 160    | ISBN 978-0-7869-2781-4 |
| Arms and Equipment Guide                           | Ottobre 2002 | 96     | ISBN 978-0-7869-2782-1 |
| Coruscant and the Core Worlds                      | Gennaio 2003 | 160    | ISBN 978-0-7869-2879-8 |
| Ultimate Alien Anthology                           | Aprile 2003  | 224    | ISBN 978-0-7869-2888-0 |
| Hero's Guide                                       | Giugno 2003  | 160    | ISBN 978-0-7869-2883-5 |
| Galactic Campaign Guide                            | Agosto 2003  | 160    | ISBN 978-0-7869-2892-7 |
| Geonosis and the Outer Rim Worlds                  | Marzo 2004   | 160    | ISBN 978-0-7869-3133-0 |
| Ultimate Adversaries                               | Luglio 2004  | 160    | ISBN 978-0-7869-3054-8 |

### Edizione italiana
La 25 Edition ha pubblicato nel 2007 la traduzione del manuale base come Star Wars - Il gioco di ruolo, seguito dai due manuali Astronavi della Galassia e Minacce della Galassia. Il manuale base venne anche pubblicato in edizione speciale con un bollino commemorativo dell'edizione 2007 di Lucca Comics & Games.

## Saga Edition
Il 5 giugno 2007, Wizards of the Coast pubblica Star Wars - Il gioco di ruolo: Saga Edition. Il gioco è stato semplificato per essere più facile da giocare e sono state enfatizzate le miniature. Alcuni dei più importanti cambiamenti sono:
- I punti ferita standard hanno preso il posto del sistema a Wounds/Vitality points. Ogni personaggio di primo livello ottiene punti ferita pari a tre volte il suo dado vita (basato sulla classe) + il bonus di Costituzione. Jedi e Soldati per esempio, hanno un d10 come dado vita e iniziano il gioco con 30 pf + il bonus in Cos. I personaggi poi lanciano un dado vita ad ogni livello per ottenere pf aggiuntivi. Essi hanno anche una Scala delle Condizioni che misura quanto sono indeboliti.
- Il numero delle classi del personaggio è ridotto a cinque - Jedi, Nobile, Canaglia, Esploratore e Soldato. Ogni classe prosegue seguendo degli "Alberi del Personaggio" simili al sistema d20 Modern dove i personaggi sono costituiti di attitudini e talenti. I Jedi per esempio, possono seguire delle serie attitudinali come Guardiani Jedi e Consoli Jedi, oltre al nuovo percorso di Sentinella Jedi e la specializzazione nel Combattimento con la Spada Laser. Questo permette una grande personalizzazione e più varietà tra i personaggi della stessa classe. Le classi di prestigio sono ancora disponibili, ma anche ognuna di esse possiede una o più serie attitudinali.
- I Tiri Salvezza sono stati sostituiti da una serie di "Difese". Virtualmente tutti gli attacchi e i poteri offensivi ora richiedono un tiro contro una delle tre Difese - Riflessi, Tempra o Volontà. Queste Difese sono analoghe sia ai Tiri Salvezza che alla Classe Armatura (o Defense nel precedente sistema di gioco) degli altri giochi di ruolo basati sul d20 System.
- I punti abilità sono stati eliminati. I personaggi hanno un numero di abilità in cui possono "Addestrarsi" basato sulla loro classe e sul loro bonus di Intelligenza. Quando i personaggi fanno una prova di abilità, lanciano un d20 e aggiungono metà del loro livello di personaggio + bonus vari. Se fanno un tiro per un'abilità "con Addestramento" ottengono un bonus +5 al risultato e possono usarla in modi non permessi agli altri personaggi. Le abilità stesse sono state semplificate e accorpate fra loro, per esempio Raggirare include Bluff, Disguise e Forgery e Meccanica comprende Repair, Disable Device e Demolitions (e anche Crafting Devices). Allo stesso modo, Percezione combina Spot, Search, Sense Motive e Listen.
- I personaggi sensibili alla Forza ora hanno una sola abilità di "Usare la Forza", che permette loro di fare più cose come muovere piccoli oggetti e individuare i sentimenti altrui. I Poteri della Forza sono speciali abilità come Stretta di Forza o Spostare Oggetto che formano un repertorio di poteri, simile a una mano di carte, che vengono usati e poi ricaricati fra un incontro e l'altro; tutti i Poteri della Forza richiedono una prova di "Usare la Forza" e un maggior margine di successo produce un effetto di maggiore potenza. I PG in grado di usare la Forza inoltre possono scegliere attitudini relative ad essa e classi di prestigio che concedono Tecniche della Forza e Segreti della Forza migliorando ulteriormente la loro abilità in essa.
- Il gioco include un sistema opzionale di destino. I personaggi ricevono dei "Punti Destino", più potenti dei Punti Forza. Essi permettono cose come totalizzare un colpo critico automatico senza tirare, guadagnare 3 Punti Forza o avere successo automaticamente in azioni virtualmente impossibili. I Punti Destino sono usati per aiutare eventualmente i personaggi con un destino predeterminato (solitamente determinato alla sua creazione) a portare a termine i loro obiettivi generali.
- La progressione del bonus di Attacco Base non permette più di compiere attacchi multipli in un'azione di round completo. Invece, un personaggio che impugna una singola arma deve prendere i nuovi talenti "Attacco Doppio" (per un attacco extra) e "Attacco Triplo" (per due attacchi extra), ma entrambi infliggono significative penalità ai tiri per colpire di tutti gli attacchi del turno. Gli attacchi multipli sono generalmente meno comuni, snellendo e velocizzando i turni di combattimento.
- Le regole e le statistiche dei PNG sono state perfezionate. C'è un'unica classe non eroica per i PNG. Essi non ottengono i bonus eroici alle Difese, i loro punti ferita sono limitati a 1d4 + bonus di Costituzione per livello (e non ricevono il triplo del massimo del dado vita al primo livello), ricevono minori incrementi alle caratteristiche ogni quattro livelli e ottengono solo i talenti garantiti dal passaggio di livello; i personaggi non eroici non guadagnano attitudini. Le creature non senzienti usano la classe "Bestia" e guadagnano 1d8 + Cos punti ferita per livello.
- Molti bonus minori sono stati eliminati. Razze aliene e classi ora garantiscono raramente bonus alle prove di abilità; invece permettono spesso di ritirare un dado in particolari circostanze.

### Pubblicazioni Saga Edition
I seguenti libri sono ora disponibili solo in lingua originale, se non indicato il titolo della rispettiva traduzione.
| Titolo originale                           | Titolo traduzione italiana                               | ISBN                     |
| ------------------------------------------ | -------------------------------------------------------- | ------------------------ |
| Star Wars: Roleplaying Game: Saga Edition  | Star Wars - Il gioco di ruolo: Manuale Base Saga Edition | (ISBN 978-0-7869-4356-2) |
| Starships of the Galaxy (Saga Edition)     | Navi della Galassia                                      | (ISBN 978-0-7869-4823-9) |
| Threats of the Galaxy                      | Minacce della Galassia                                   | (ISBN 978-0-7869-4781-2) |
| Galaxy Tiles                               |                                                          | (ISBN 978-0-7869-4744-7) |
| Star Wars Gamemaster Screen                |                                                          | (ISBN 978-0-7869-4936-6) |
| Knights of the Old Republic Campaign Guide |                                                          | (ISBN 978-0-7869-4923-6) |
| The Force Unleashed Campaign Guide         |                                                          | (ISBN 978-0-7869-4743-0) |
| Scum and Villainy                          |                                                          | (ISBN 978-0-7869-5035-5) |
| The Clone Wars Campaign Guide              |                                                          | (ISBN 978-0-7869-4999-1) |
| Legacy Era Campaign Guide                  |                                                          | (ISBN 978-0-7869-5051-5) |
| Jedi Academy Training Manual               |                                                          | (ISBN 978-0-7869-5183-3) |
| Rebellion Era Campaign Guide               |                                                          | (ISBN 978-0-7869-4983-0) |
| Galaxy At War                              |                                                          | (ISBN 978-0-7869-5221-2) |
| Scavenger's Guide to Droids                |                                                          | (ISBN 978-0-7869-5230-4) |
| Galaxy of Intrigue                         |                                                          | (ISBN 978-0-7869-5400-1) |
| The Unknown Regions                        |                                                          | (ISBN 978-0-7869-5399-8) |

Il 28 gennaio 2010, Wizards of the Coast ha annunciato nel suo sito web che non avrebbe rinnovato la licenza per la produzione del gioco di ruolo e delle miniature di Guerre stellari. Essa è scaduta nel maggio 2010.